# Axel Andersen (gymnast)
Axel Sigurd Andersen, född 20 december 1891, död 15 maj 1931, var en dansk gymnast.
Andersen tävlade för Danmark vid olympiska sommarspelen 1912 i Stockholm, där han var med och tog brons i lagtävlingen i fritt system. Andersen deltog även i den individuella mångkampen, där det blev en 33:e plats.